# Amerantropoide

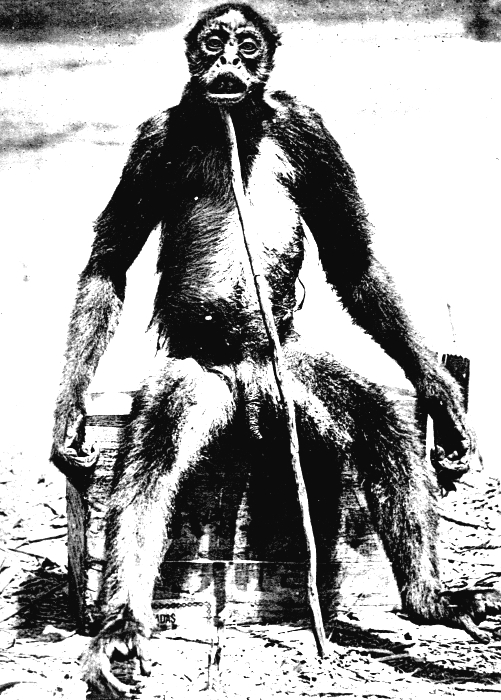
Foto diffusa da De Loys

L'amerantropoide ("Ameranthropoides loysi") o scimmia di De Loys è un presunto primate non classificato descritto nel 1920 dal geologo François De Loys (da qui il nome "scientifico") in Amazzonia. L'esistenza dell'animale è testimoniata solamente da una fotografia scattata da De Loys e in passato il mondo scientifico è stato a lungo diviso alla ricerca di eventuali prove di questa specie. Oggi la sua attribuzione a una nuova specie è considerata una bufala e si ritiene che la fotografia mostri una carcassa di scimmia ragno. La tesi della nuova specie resiste in parte nell'ambito pseudoscientifico della criptozoologia.

## La spedizione e l'incontro
François de Loys, un geologo svizzero, condusse una spedizione dal 1917 al 1920 alla ricerca di pozzi petroliferi in un'area compresa tra i confini politici tra la Colombia ed il Venezuela, soprattutto nelle vicinanze del lago Maracaibo. La spedizione risultò infruttuosa e fu ostacolata dai rapporti difficili coi nativi; dei 20 membri del gruppo di De Loys, soltanto quattro sopravvissero.
Secondo il rapporto successivo di De Loys, nel 1920, nell'accampamento situato vicino al fiume Tarra, due grandi creature antropomorfe si sarebbero avvicinate al gruppo. Inizialmente, De Loys pensò si trattasse di orsi, ma poi notò le caratteristiche scimmiesche, e una delle due creature si arrampicò sui rami. Le due creature sembravano essere un maschio e una femmina; il maschio secondo De Loys era furioso e avrebbe scagliato, con urla, le proprie feci contro il gruppo.
Temendo per la propria incolumità, alcuni membri del gruppo avrebbero ucciso la femmina sparandole, e il maschio sarebbe fuggito. A De Loys e ai suoi compagni quei primati parvero strani. Il cadavere della femmina era somigliante alla scimmia ragno, ma le dimensioni sarebbero state maggiori: 1,57 metri (mentre le più grandi scimmie ragno raggiungono a malapena il metro). De Loys ha contato 32 denti (la maggior parte delle scimmie del nuovo mondo hanno 36 denti) e la creatura non avrebbe avuto la coda.
Il gruppo propose di scattare una fotografia alla creatura, tenendogli la testa con un bastone (poiché il collo rotto, impediva la posizione retta della testa, e quindi un impedimento alla visione della faccia). Dopo la presa della fotografia singola, De Loys riferì di aver rasato il pelo della creatura assieme al gruppo, in modo da avere una visione più nitida della corporatura. Le successive spedizioni furono impedite dai problemi riscontrati in precedenza coi nativi.
Secondo altri rapporti sarebbero state scattate più foto, ma sarebbero andate perse durante una inondazione e/o durante un ribaltamento dell'imbarcazione dove viaggiavano gli scienziati nel fiume Tarra.

## Pubblicazione
Dopo che François De Loys fece ritorno in Europa, la storia della scimmia gigante rimase segreta fino al 1929; in quell'anno, il suo amico, l'antropologo George Montandon, stava leggendo il diario di De Loys, raccogliendone le informazioni riguardanti le tribù natali del sudamerica.
Montandon dopo aver scoperto la fotografia del primate la ritenne di notevole interesse. De Loys infine riferì al suo amico antropologo la storia della sua esplorazione e dell'incontro con il primate; tale storia apparve poi sull'Illustrated London News il 15 giugno 1929 e tre altri articoli scientifici sulla misteriosa creatura furono poi pubblicati in varie riviste francesi. Montandon suggerì anche un nome scientifico per la creatura: Ameranthropoides loysi.

## Polemica e controversie
Dopo questa pubblicità, l'amico di De Loys fu ritenuto inaffidabile, soprattutto da sir Arthur Keith, un preminente antropologo. Keith suggeriva che De Loys avrebbe architettato il tutto per riscattare l'esito negativo della spedizione. La fotografia non avrebbe infatti indicato chiaramente la corporatura della creatura e Keith notava, che dalla foto non si poteva vedere la parte posteriore del corpo, e questo faceva riflettere sull'affermazione di De Loys, secondo cui questo primate non avrebbe avuto la coda.
Uno scritto datato 1962, firmato da Enrique Tejera, uno dei partecipanti alla spedizione di De Loys, e apparso nel 1962 sul giornale Diario El Universal di Caracas sembra tuttavia dirimere definitivamente la questione, attestando la tesi del falso.
Tejera afferma che la scimmia altro non era che una scimmia ragno addomesticata, che era stata regalata a De Loys dopo che, per una malattia, le era stata amputata la coda. Tempo dopo la scimmietta era morta, e De Loys, che Tejera definiva "un burlone", aveva deciso di scattarle una fotografia in posa come se fosse ancora viva. Anche dalla lettera di Tejera emergerebbe che l'autore dello "scherzo" zoologico fosse Montandon, che avrebbe sapientemente ritoccato l'istantanea facendo sparire, nello sfondo, un arbusto dal confronto col quale si sarebbero facilmente potute desumere le piccole dimensioni della scimmia.

## Nelle pseudoscienze
Nell'ambito pseudoscientifico della criptozoologia l'ipotesi di una nuova specie ha suscitato posizioni alterne. Secondo il criptozoologo Ivan T. Sanderson, nella regione particolare del Sudamerica in cui De Loys aveva trovato la scimmia non si erano mai avuti rapporti sugli hominidi supersviluppati. Sanderson rimaneva scettico al riguardo del primate sconosciuto, e come altri credeva si trattasse di una scimmia ragno. Il ricercatore così si espresse a tal riguardo, affermando che era un autentico falso, risultando pertanto un inganno intenzionale.
Un altro criptozoologo, Loren Coleman, sostiene la teoria del falso dicendo inoltre che Montandon, attraverso quella messinscena, voleva far capire il suo punto di vista sull'origine umana. Montandon aveva suggerito che l'Ameranthropoides loysi fosse l'esemplare che avrebbe rappresentato l'anello mancante tra le scimmie e i pellerossa dell'emisfero occidentale. Precedentemente aveva dichiarato che gli Africani si fossero evoluti dai gorilla e gli Asiatici dagli oranghi. Il ricercatore Richard Ravalli ha precisato che Coleman non è riuscito ad attestare la falsità dell'Ameranthropoides loysi.
Altri hanno sostenuto che De Loys avrebbe realmente incontrato un primate sconosciuto. La cassa su cui era posato il cadavere della scimmia, era una cassa per il trasporto della benzina, questa sarebbe stata alta 18 pollici (45,7 cm). Secondo altri, la cassa è stata costruita da De Loys su misura per fare da posto alla creatura, anche se altri dicono che la cassa era alta 15 pollici (38,1 cm) e la scimmia avrebbe misurato meno di 4 piedi (122 cm)
Secondo Michael Shoemaker pur essendoci somiglianze con la scimmia ragno, ci sarebbero delle differenze:
- La massa del corpo e le mani sarebbero differenti per forma;
- La faccia avrebbe una forma ovale rispetto al distintivo viso triangolare della scimmia ragno;
- Difetto sul sottomento pronunciato della scimmia ragno;
- Fronte più alta delle scimmie ragno.